# Matang Paya
Matang Paya is een bestuurslaag in het regentschap Aceh Utara van de provincie Atjeh, Indonesië. Matang Paya telt 610 inwoners (volkstelling 2010).